# ルール形成戦略議員連盟
ルール形成戦略議員連盟(ルールけいせいせんりゃくぎいんれんめい)とは、自民党議員有志が作っている議連である。